# Südbayern
Südbayern ist der im Gegensatz zu Nordbayern südlich der Donau liegende Teil des Freistaats Bayern.
Folgt man der aktuellen Verwaltungsgliederung Bayerns, sind unter Südbayern die drei Bezirke Oberbayern, Niederbayern und Schwaben zu verstehen, auch wenn deren nördliche Grenzen vom Lauf der Donau abweichen.

## Abgrenzung zu Altbayern
Während Südbayern eine geographisch definierte Region darstellt, handelt es sich bei Altbayern um eine kulturell definierte Region. Altbayern umfasst diejenigen Gebiete Bayerns, in denen bairische Dialekte gesprochen werden, im Gegensatz zu den Gebieten, in denen ostfränkische oder schwäbische Dialekte gesprochen werden.
Folgt man wiederum der Verwaltungsgliederung Bayerns, sind unter Altbayern die drei Bezirke Oberbayern, Niederbayern und Oberpfalz zu verstehen, wobei auch hier die Dialektgrenzen nicht exakt mit den Bezirksgrenzen übereinstimmen.
Der Bayerische Rundfunk verwendet bei seinen regionalen Fernsehsendungen Schwaben & Altbayern und Frankenschau eine Mischung aus beiden Definitionen.

## Wichtige Städte
Wichtige Städte in Südbayern sind München, Augsburg, Ingolstadt, Landshut, Kempten, Rosenheim, Freising, Straubing, Neu-Ulm und Passau.

## Sonstiges
Im Jahre 1805 wurde Tirol, das im Zuge der Napoleonischen Kriege an das Kurfürstentum Bayern gefallen war, als Südbayern bezeichnet. Nachdem Tirol 1814 wieder an Österreich gefallen war, war diese Bezeichnung hinfällig.